# John L. Ziegler
John L. Ziegler (* 28. Oktober 1938) ist ein US-amerikanischer Mediziner.
Ziegler studierte zunächst ab 1956 am Amherst College mit dem Hauptfach Englisch (Bachelor- und Master-Abschluss) und ab 1960 Medizin an der Cornell University (Medical College) mit dem M.D. 1964. Seinen Arzt im Praktikum (Internship) absolvierte er am Bellevue Hospital und ab 1966 war er beim National Cancer Institute. 1967 bis 1972 leitete er in Kampala das Uganda Cancer Institute, in dem er die Bekämpfung des Burkitt-Lymphom mit Chemotherapeutika wie Cytoxan organisierte und Kombinationspräparate testete. Bei 200 Patienten konnte er bei 90 Prozent eine Remission nach nur einer Dosis feststellen und eine Fünf-Jahres-Überlebensrate von 67 Prozent.
1972 wurde er Leiter der pädiatrischen Onkologie am NCI, wo er 1975 stellvertretender Klinikdirektor wurde. Außerdem lehrte er an der George Washington University und an der Georgetown University in Washington D.C. Ab 1981 war er am Veterans Affairs Medical Center in San Francisco (als Associate Chief of Staff for Education und Staff Physician) und war Professor an der University of California, San Francisco, an der er 1996 emeritiert wurde. In San Francisco war er ab den 1980er Jahren besonders mit Begleiterkrankungen der AIDS-Epidemie befasst (Kaposi-Sarkom, Non-Hodgkin-Lymphom). Später leitete er an der UCSF das Krebsrisikoprogramm des  Helen Diller Family Comprehensive Cancer Center und begründete das Graduate Programm in Public Health.
1992 bis 1993 war er Gastprofessor in Cambridge und 1990/91 und 1994 bis 1996 war er Gastprofessor an der Makerere-Universität in Kampala, an der er schon in seiner Zeit als Leiter des Uganda Cancer Institute lehrte. 1996/97 erhielt er einen M.Sc. in Epidemiologie der London School of Hygiene and Tropical Medicine, an der er 1992 bis 1996 Gastprofessor war.
1972 erhielt er den Lasker~DeBakey Clinical Medical Research Award. 2014 erhielt er den Burkitt Award.